# Ithomia napho
Ithomia napho is een vlinder uit de familie Nymphalidae. De wetenschappelijke naam van de soort is voor het eerst geldig gepubliceerd in 1864 door Gottlieb August Wilhelm Herrich-Schäffer.